# (20420) Marashwhitman
(20420) Marashwhitman (1998 SN129) – planetoida z pasa głównego asteroid okrążająca Słońce w ciągu 4,31 lat w średniej odległości 2,65 j.a. Odkryta 26 września 1998 roku.